# Buick Roadmaster

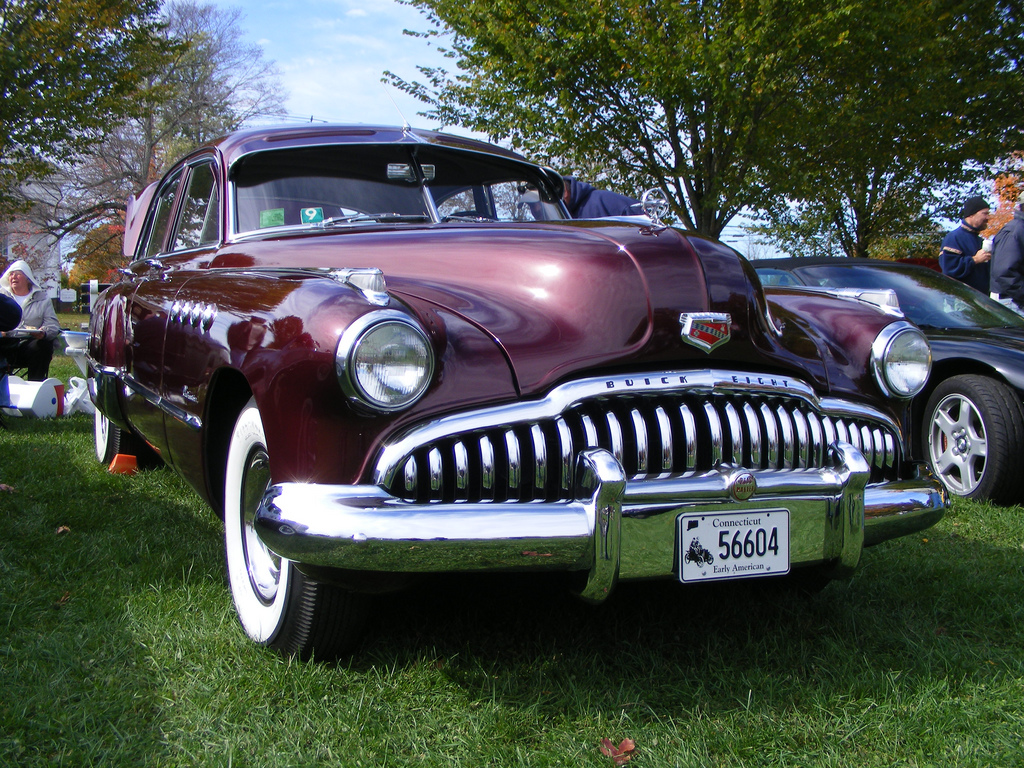
Buick Roadmaster Sedan de 1949.

El Buick Roadmaster es un automóvil de gran tamaño con motor v8 fabricado por Buick entre 1936 y 1958, y de nuevo entre 1991 y 1996. Los Buick Roadmaster fabricados entre 1936 y 1958 fueron construidos sobre el chasis de mayor tamaño de Buick (descontando el de limusinas) y compartían su estructura básica con Cadillac y, tras 1940, con Oldsmobile. Entre 1946 y 1957 el Roadmaster fue el buque insignia de Buick, y cuando resurgió entre 1991 y 1996 se trató del mayor modelo de la marca.